# Mamunul Islam
Mohd Mamunul Islam Mamun (Chittagong, 12 december 1988) is een Bengalees voetballer die bij voorkeur als middenvelder speelt. Sinds 2009 staat hij onder contract bij Sheikh Jamal Dhanmondi Club, dat hem in 2014 verhuurde aan Atlético de Kolkata. Ook is hij aanvoerder van het Bengalees voetbalelftal.

## Carrière
Mamunul neemt deel aan het eerste seizoen van de Indian Super League. Hij speelt bij Atlético de Kolkata, dat hem voor drie maanden heeft gehuurd van Sheikh Jamal Dhanmondi Club. In 2014 leidde hij Sheikh Jamal Dhanmondi Club naar de finale van het IFA Shield, waarin na strafschoppen werd verloren van Mohammedan SC.

## Erelijst
Sheikh Jamal
- Landskampioen

2009
 Atlético de Kolkata
- Landskampioen

2014